# Tix (cantante)
Tix, pseudonimo di Andreas Andresen Haukeland (Bærum, 12 aprile 1993), è un cantante e produttore discografico norvegese.
Ha rappresentato la Norvegia all'Eurovision Song Contest 2021 col brano Fallen Angel.

## Biografia
Tix prende il suo nome d'arte dai tic (tics in norvegese) dovuti alla sua sindrome di Tourette. L'artista indossa spesso occhiali da sole, in quanto i tic colpiscono principalmente i suoi occhi.
Ha iniziato a farsi conoscere a metà anni 2010 nel mondo della russemusikk, la corrente norvegese della electronic dance music. Nel 2015 una delle sue produzioni, Sjeiken, è diventato il suo primo successo commerciale: ha raggiunto la 5ª posizione della classifica nazionale ed è stato certificato triplo disco di platino dalla IFPI Norge con oltre 12 milioni di riproduzioni in streaming in madrepatria. Nel 2016 è uscito il suo album di debutto Dømt og berømt, che si è piazzato 2º in classifica e ha venduto più di 40 000 unità, ottenendo due dischi di platino.
Ha fatto il suo debutto mainstream nel 2018 con il singolo Shotgun; da allora affianca le sue produzioni russ, spesso realizzate in collaborazione con The Pøssy Project, ai suoi progetti solisti. In due anni ha piazzato nove singoli nella top ten norvegese, di cui tre numeri uno: Jeg vil ikke leve, Kaller på deg e Karantene. Nel 2020 è stato l'artista norvegese più riprodotto in streaming. È inoltre coautore del successo internazionale Sweet but Psycho della cantante statunitense Ava Max.
Nel 2021 ha partecipato al Melodi Grand Prix, il processo di selezione norvegese per l'Eurovision Song Contest, con l'inedito Ut av mørket, poi tradotto in inglese come Fallen Angel. L'emittente nazionale NRK l'ha selezionato fra i sei finalisti di diritto. Nella serata finale è stata proclamato vincitore, ottenendo quindi il diritto di rappresentare il suo paese sul palco eurovisivo a Rotterdam nel maggio successivo. Nel maggio successivo, dopo essersi qualificato dalla prima semifinale, Tix si è esibito nella finale eurovisiva, dove si è piazzato al 18º posto su 26 partecipanti con 75 punti totalizzati.

## Discografia

### Album in studio
- 2016 – Dømt og berømt
- 2022 – Enten går det bra, ellers går det over

### Singoli
- 2018 – Shotgun
- 2018 – Håper nissen har råd
- 2019 – Jeg vil ikke leve
- 2019 – Neste sommer
- 2019 – Når jeg er full
- 2019 – Brosjan Jesus
- 2019 – Jævlig
- 2020 – Kaller på deg
- 2020 – Karantene / Karantän
- 2020 – Skål
- 2020 – Deg eller ingenting (con Morgan Sulele)
- 2020 – Nå koser vi oss
- 2020 – Ikke han (con Teddy)
- 2020 – Jul i karantene
- 2020 – Tusen tårer
- 2021 – Ut av mørket / Fallen Angel
- 2021 – Engel, ikke dra
- 2021 – BeautiFull

#### Con The Pøssy Project e altri progettiruss
- 2013 – Open Sesame
- 2013 – Kappa Delta
- 2013 – Young Brother Boys
- 2013 – Hollywood
- 2013 – Desert Fortune
- 2013 – Barbarous
- 2013 – Norges bussdag
- 2013 – Istid
- 2013 – Bonanza
- 2013 – Oasen
- 2013 – The Odyssey
- 2013 – Nyx
- 2013 – Fraternity
- 2013 – The Valley
- 2013 – Brother Bears
- 2013 – Casablanca
- 2014 – Eventyrlige nordmenn
- 2014 – Agrabah
- 2014 – Press Play
- 2014 – Lost Wages
- 2014 – Jungelbrøl (feat. Morgan Sulele)
- 2014 – Smaul
- 2014 – Guilt Trip
- 2014 – Oljebarna
- 2014 – Hyper Paradise
- 2014 – Greek Life
- 2014 – Grabbarna grus
- 2014 – King's Landing (feat. Benjamin Beats)
- 2014 – Warner Bros.
- 2014 – Colosseum
- 2015 – Palooza
- 2015 – Los muertos
- 2015 – Apocalypse
- 2015 – The Precious
- 2015 – The Petrovas
- 2015 – Houdini
- 2015 – Habbo Club
- 2015 – Fairytopia
- 2015 – Milepælen
- 2015 – Storebjørn
- 2015 – Zevs
- 2015 – Paradise Lost
- 2015 – Sjeiken
- 2016 – Versace
- 2016 – Gullalderen
- 2017 – Skammekroken
- 2017 – Baymax
- 2017 – Skaperen
- 2017 – Tyven
- 2017 – Geriljaen
- 2017 – Hakkebakkeskogen (con Meland x Hauken)
- 2017 – Ulovlig (con Moberg)
- 2017 – Kobraen (con Moberg)
- 2017 – Future (con Moberg)
- 2017 – Bad Boy (con Moberg)
- 2018 – Banken
- 2018 – Blåfjell (con Tunge Ferrari)
- 2018 – Gatebarna (con Boujee)
- 2018 – Nasjonen
- 2018 – Bergen
- 2018 – Makten
- 2018 – Snøstorm
- 2020 – Dommedagen (con Soppgirobygget)

#### Come artista ospite
- 2020 – Igjen og igjen (El Papi feat. Tix)